# 12088 Macalintal
12088 Macalintal eller 1998 HZ31 är en asteroid i huvudbältet som upptäcktes den 20 april 1998 av LINEAR i Socorro County, New Mexico. Den är uppkallad efter Jeric Valles Macalintal.
Asteroiden har en diameter på ungefär 4 kilometer och den tillhör asteroidgruppen Vesta.